# Marianne bli'r voksen
|  | Denne artikel er oprettet af botten Steenthbot ud fra en ekstern database. Den kan derfor have sproglige fejl eller mangler. Denne skabelon kan fjernes efter kontrol af indholdet. |

Marianne bli'r voksen er en dansk oplysningsfilm fra 1961 instrueret af Hans Hansen efter eget manuskript.

## Handling
Seksualoplysende skolefilm om menstruation. Beregnet på de store piger, der er ved at blive voksne. Filmen forklarer cyklussen og kommer også ind på, hvilke forholdsregler pigerne skal tage i denne periode.